# 李师师外传
《李师师外传》，宋代传奇小说。讲述歌妓李师师父母双亡后被卖入勾栏，结识宋徽宗，得以享受珠宝、美食。金人入侵，师师捐财抗金。后都城陷落，被张邦昌献于金军主帅，师师不从，吞金而亡。小说将李师师描写得大义凛然，批判了张邦昌的阿谀奉承。一些内容后来被《水浒传》吸收。